# Fort Oglethorpe (Géorgie)
Pour les articles homonymes, voir Oglethorpe.
Fort Oglethorpe est une ville principalement située dans le comté de Catoosa avec quelques portions dans le comté de Walker, dans l'État américain de Géorgie. D'après le recensement de 2020, la ville compte 10 423 habitants. Elle fait partie de la zone statistique métropolitaine de Chattanooga.